# Catocala beutenmuelleri
Catocala beutenmuelleri är en fjärilsart som beskrevs av Barnes och Mcdunnough 1910. Catocala beutenmuelleri ingår i släktet Catocala och familjen nattflyn. Inga underarter finns listade i Catalogue of Life.